# Richard Hickock
 (septembre 2017).
Si vous disposez d'ouvrages ou d'articles de référence ou si vous connaissez des sites web de qualité traitant du thème abordé ici, merci de compléter l'article en donnant les références utiles à sa vérifiabilité et en les liant à la section « Notes et références ».
Richard Eugene « Dick » Hickock, né le 6 juin 1931 à Kansas City et mort le 14 avril 1965 à Lansing, est, avec Perry Smith, l'un des deux ex-détenus condamnés pour le meurtre de quatre personnes de la famille Clutter à Holcomb le 15 novembre 1959. Ce crime a été rendu célèbre par Truman Capote dans son roman De sang-froid (1966).

## Biographie
En 1950 il a eu un grave accident de la route et, par conséquent, était défiguré avec son visage et ses yeux rendus asymétriques. Hickock a été emprisonné pour la première fois en 1958, à l’âge de 26 ans. Il purgeait sa peine à la prison en Kansas pour le vol d’un fusil. À l’âge de 19 ans il s’est marié pour la première fois. Il a eu une aventure extraconjugale et c'est sa maîtresse qui a donné  naissance à son premier enfant. Puis il a divorcé avec sa femme pour épouser sa maîtresse. Ensemble, ils ont eu deux enfants. Sa deuxième femme a demandé le divorce quand il purgeait sa peine en prison en 1958. C'est l'époque à laquelle il rencontre Perry Smith. En prison il a aussi rencontré Floyd Wells, un prisonnier qui travaillait pour la famille Clutter auparavant.